# 2020年巴庫勝利閱兵
2020年巴庫勝利閱兵於2020年12月10日在亞塞拜然首都巴庫的自由廣場舉行，慶祝亞塞拜然軍隊於2020年納戈爾諾-卡拉巴赫戰爭獲勝。閱兵儀式除了3000名在戰爭中表現傑出的該國軍人外，還有土耳其士兵與軍官參加，並展示了許多軍事設備、無人機與自亞美尼亞軍隊繳獲的戰利品，同時出動戰鬥機與直升機在城市上空飛行，並有海軍艦艇在鄰近的巴庫灣巡航。土耳其總統雷傑普·塔伊普·艾爾多安作為亞塞拜然在此戰中重要的盟友也出席了這場閱兵，是他在亞塞拜然的國是訪問行程之一。
此次閱兵正值2019冠狀病毒病疫情，雖有防疫管制措施，仍有大批巴庫市民上街觀看遊行。
亞塞拜然總統伊利哈姆·海德爾·奧格雷·阿利耶夫致詞時提到歷史上葉里溫汗國的領土（位於今亞美尼亞境內）是亞塞拜然族的固有領土，艾爾多安緬懷了亞美尼亞大屠殺的執行者恩維爾帕夏，皆引起亞美尼亞方強烈的不滿，另外艾爾多安朗誦了一篇詩作，主題為阿拉斯河兩岸亞塞拜然人的分隔（河北岸為亞塞拜然，南岸為伊朗的伊朗亞塞拜然），引發伊朗抗議。

## 背景
2020年9月27日，納戈爾諾-卡拉巴赫地區（法理上屬於亞塞拜然，實際上為未受普遍承認的阿爾察赫共和國控制）爆發軍事衝突，亞塞拜然軍隊先後佔領了菲祖利區與傑布拉伊爾區，並於10月15日佔領了哈德魯特，亞美尼亞軍隊則一路撤退。亞塞拜然軍隊接著發起拉欽攻勢，隨後又攻入山林環繞的舒沙區，在舒沙戰役後於11月7日佔領納戈爾諾-卡拉巴赫的第二大城舒沙。
隨後亞塞拜然總統伊利哈姆·海德爾·奧格雷·阿利耶夫、亞美尼亞總理尼科尔·帕希尼扬與俄羅斯總統弗拉基米尔·普京簽署了停火協議，宣布自莫斯科時間11月10日零時起停火，協議規定雙方維持彼此當前的控制區域，且亞美尼亞需將1994年佔領的納戈爾諾-卡拉巴赫周邊地區歸還給亞塞拜然，另外亞塞拜然將獲得聯絡本土與飛地纳希切万自治共和国的運輸通道。俄羅斯將派遣約2000名的維和部隊進駐聯絡亞美尼亞與阿爾察赫的拉欽走廊，期限至少五年。

## 閱兵

### 規劃

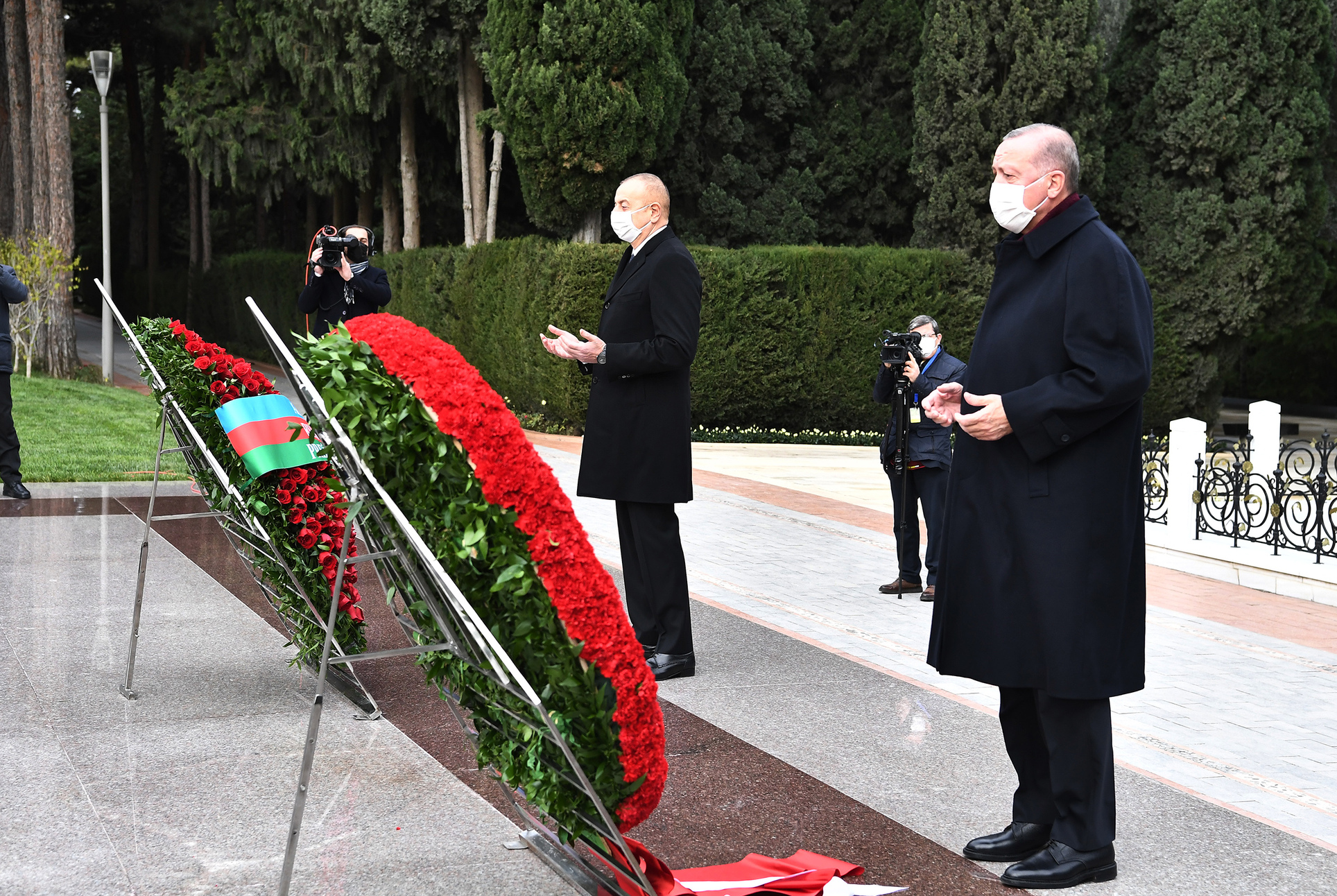
阿利耶夫與艾爾多安赴榮譽谷，在亞塞拜然前總統盖达尔·阿利耶维奇·阿利耶夫墓前獻上花圈

12月初，亞塞拜然政府宣布閱兵將於12月10日在首都巴庫的自由廣場舉行，部分街道將進行交通管制。12月5日亞塞拜然武裝力量開始閱兵演練，12月8日又舉行了一場演練，展示了一些自亞美尼亞軍隊繳獲的戰利品，亞塞拜然空軍出動戰機與直升機在巴庫上空飛行。
12月9日，土耳其總統雷傑普·塔伊普·艾爾多安與其夫人埃米內·埃爾多安、外交部長梅夫吕特·恰武什奥卢、國防部長胡卢西·阿卡爾及數名官員搭機抵達巴庫盖达尔·阿利耶夫国际机场。隔日艾爾多安與阿利耶夫參觀了巴庫郊區的烈士長廊，向永恆火焰紀念碑獻花，隨後兩人前往榮譽谷，在亞塞拜然前總統盖达尔·阿利耶维奇·阿利耶夫墓前獻花致意。

### 閱兵前演講

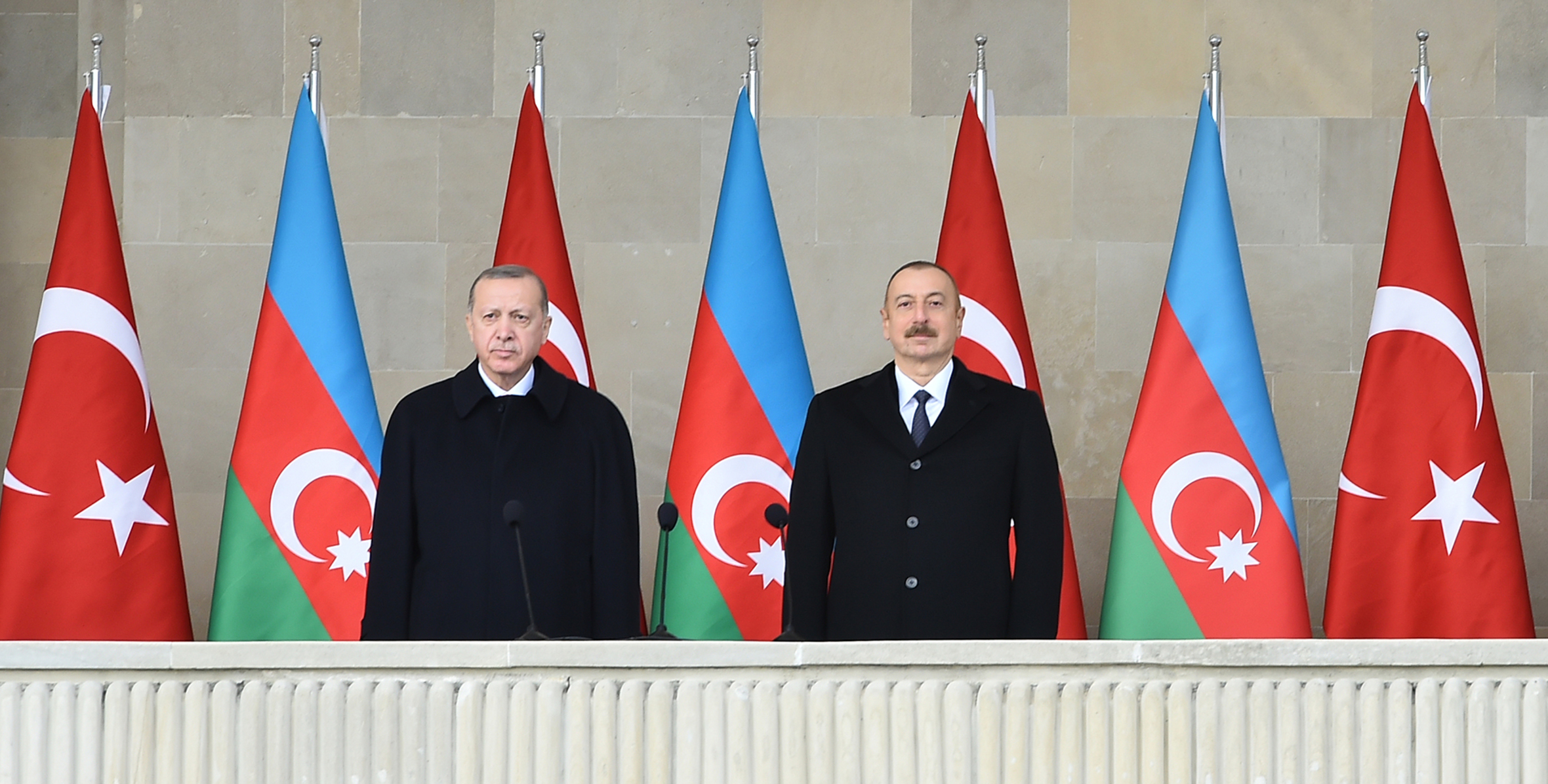
亞塞拜然總統伊利哈姆·海德爾·奧格雷·阿利耶夫與土耳其總統雷傑普·塔伊普·艾爾多安出席閱兵儀式

閱兵典禮開始時樂隊分別演奏了兩國的國歌亞塞拜然進行曲和獨立進行曲，隨後阿利耶夫與艾爾多安發表演講，阿利耶夫指出贊格祖爾、格加爾庫尼克與葉里溫（皆位於今亞美尼亞境內）皆為亞塞拜然的固有領土，歷史上有數十萬名亞塞拜然人被逐出了他們固有的領土。他提到戰爭爆發前三天，他於聯合國大會發表演講稱「亞美尼亞正在準備發動戰爭，我們必須阻止他們」，且同年7月、8月與9月亞美尼亞皆曾對亞塞拜然發動攻擊，出於自衛他才下令軍隊反擊。阿利耶夫接著提到舒沙戰役為一重大的歷史事件，亞塞拜然軍隊擊敗了亞美尼亞，後者的軍隊已幾乎蕩然無存，如果「亞美尼亞法西斯主義」再次崛起，他們仍會面臨相同的結果。
艾爾多安的演講以願真主保佑戰爭中傷亡的亞塞拜然士兵開頭，接著盛讚兩國友好的關係，並指那些「只為卡拉巴赫帶來屠殺與淚水的人」必須醒悟過來，且亞美尼亞的政治人物應採取果斷的舉措以維持地區的和平與穩定。他在演講中朗誦了一篇詩作，以土庫曼恰伊條約後亞塞拜然人被分隔在伊朗與俄羅斯兩國為主題，又指今日艾哈邁德·賈瓦德（亞塞拜然詩人）、努里‧基利吉爾（鄂圖曼帝國軍官）、恩維爾帕夏與穆巴里兹·伊布拉希莫夫（2010年陣亡的亞塞拜然士兵）的靈魂將得到安息。他還強調軍事與政治的鬥爭將在不同方面繼續進行。

### 閱兵遊行

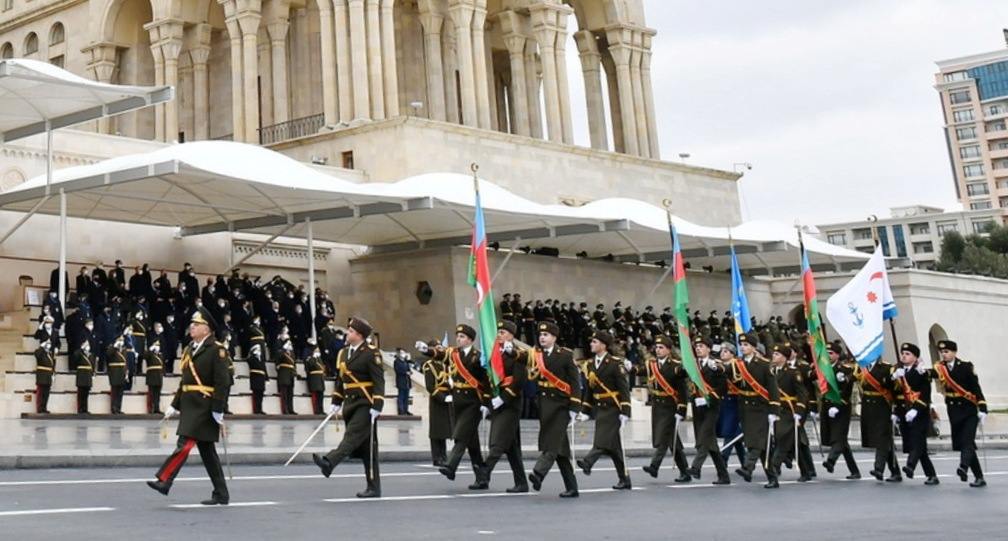
卡里姆·瓦利耶夫中將率領高舉國旗、勝利旗、各軍種旗幟的護旗隊

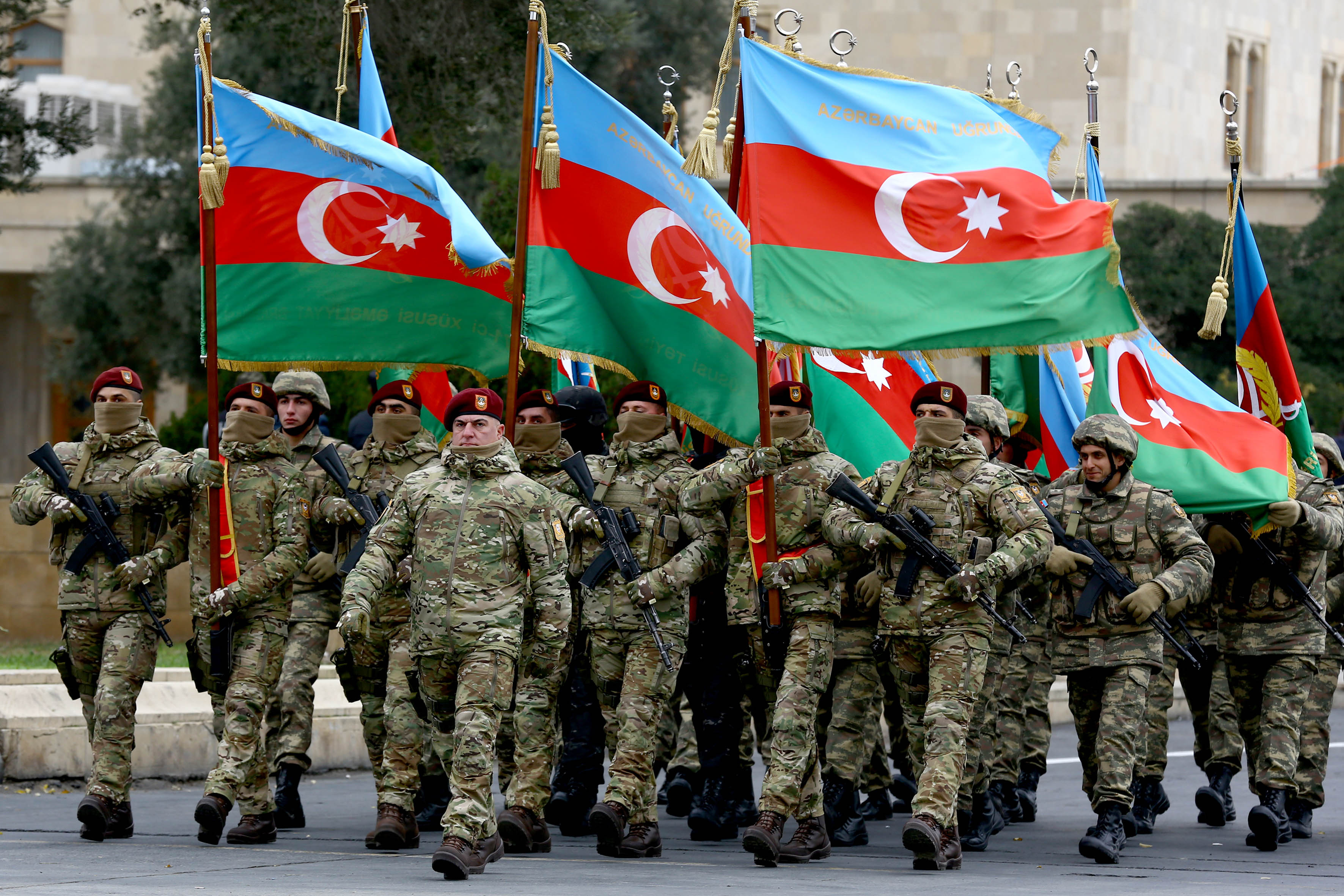
紹爾·馬梅多夫少將率領高舉各軍事單位旗幟的護旗隊

#### 人員
演講過後，亞塞拜然武裝力量的成員開始在自由廣場行進，由國防部副部長卡里姆·瓦利耶夫中將率領的護旗隊高舉舒沙戰役勝利後在當地升起的第一面國旗（勝利旗）與各軍種的旗幟，由紹爾·馬梅多夫少將領頭的護旗隊則高舉參戰的軍方各單位旗幟。軍樂隊的指揮為亞塞拜然軍樂隊總指揮優素福·阿洪德扎德之子魯法特·阿洪德扎德（Rufat Akhundzadeh）中校，閱兵儀式的總策劃人為阿卜杜拉·古爾巴尼（Abdullah Gurbani）上校。
以下為參與閱兵的單位，依其出場順序排列：
- 亞塞拜然特種部隊（英语：Special Forces of Azerbaijan）成員[46]
- 亞塞拜然海軍陸戰隊（英语：Marine Infantry of Azerbaijan）成員[47]
- 亞塞拜然對外情報局（英语：Foreign Intelligence service (Azerbaijan)）YARASA特種部隊成員[48]
- 亞塞拜然國家安全局成員[49]
- 納希切萬軍隊（英语：Nakhchivan Army）特種部隊成員[50]
- 陸軍第1軍（英语：1st Army Corps (Azerbaijan)）成員[51]
- 陸軍第2軍（英语：2nd Army Corps (Azerbaijan)）成員[51]
- 陸軍第3軍（英语：3rd Army Corps (Azerbaijan)）成員[51]
- 陸軍第4軍（英语：4th Army Corps (Azerbaijan)）成員[51]
- 陸軍第6軍成員[52]
- 砲兵與飛彈部隊成員
- 土耳其特種作戰司令部（英语：Special Forces Command (Turkey)）成員[53]
- 亞塞拜然邊防部隊成員[54]
- 亞塞拜然內衛部隊（英语：Internal Troops of Azerbaijan）成員[54]
- 亞塞拜然國民警衛隊（英语：Azerbaijani National Guard）成員[54]
- 亞塞拜然高等軍事學院（英语：Azerbaijan Higher Military Academy）學員[54]
- 蓋達爾·阿利耶夫軍事學校（英语：Heydar Aliyev Military Lyceum）學員[54]
- Jamshid Nakhchivanski軍事學校（英语：Jamshid Nakhchivanski Military Lyceum）學員[54]

除上述單位外，還有一些退役軍人乘軍車參與遊行。遊行以軍樂隊演奏鄂圖曼土耳其帝國軍歌《Ceddin Deden》作結。

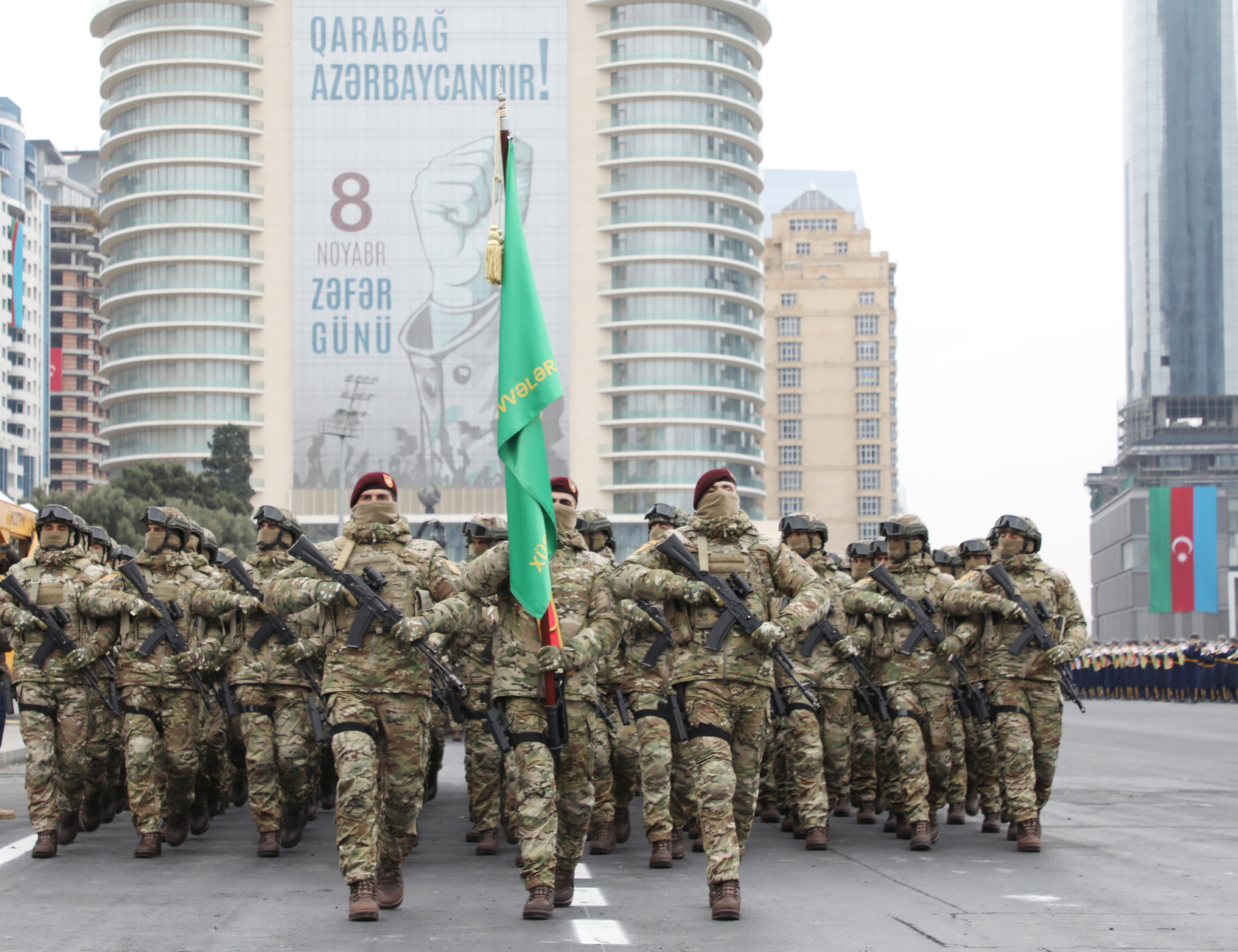
亞塞拜然特種部隊（英语：Special Forces of Azerbaijan）成員
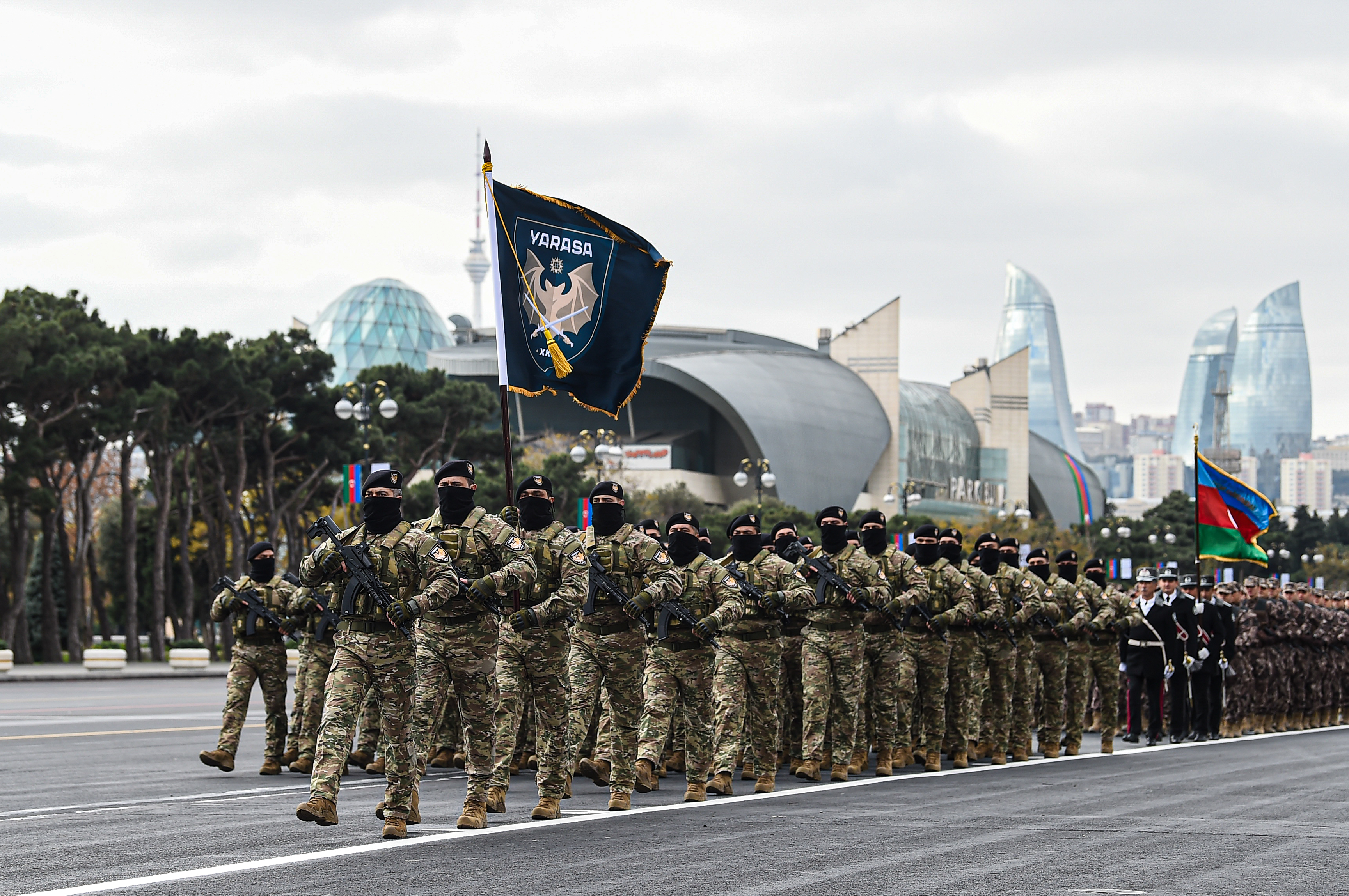
亞塞拜然對外情報局（英语：Foreign Intelligence service (Azerbaijan)）YARASA特種部隊成員
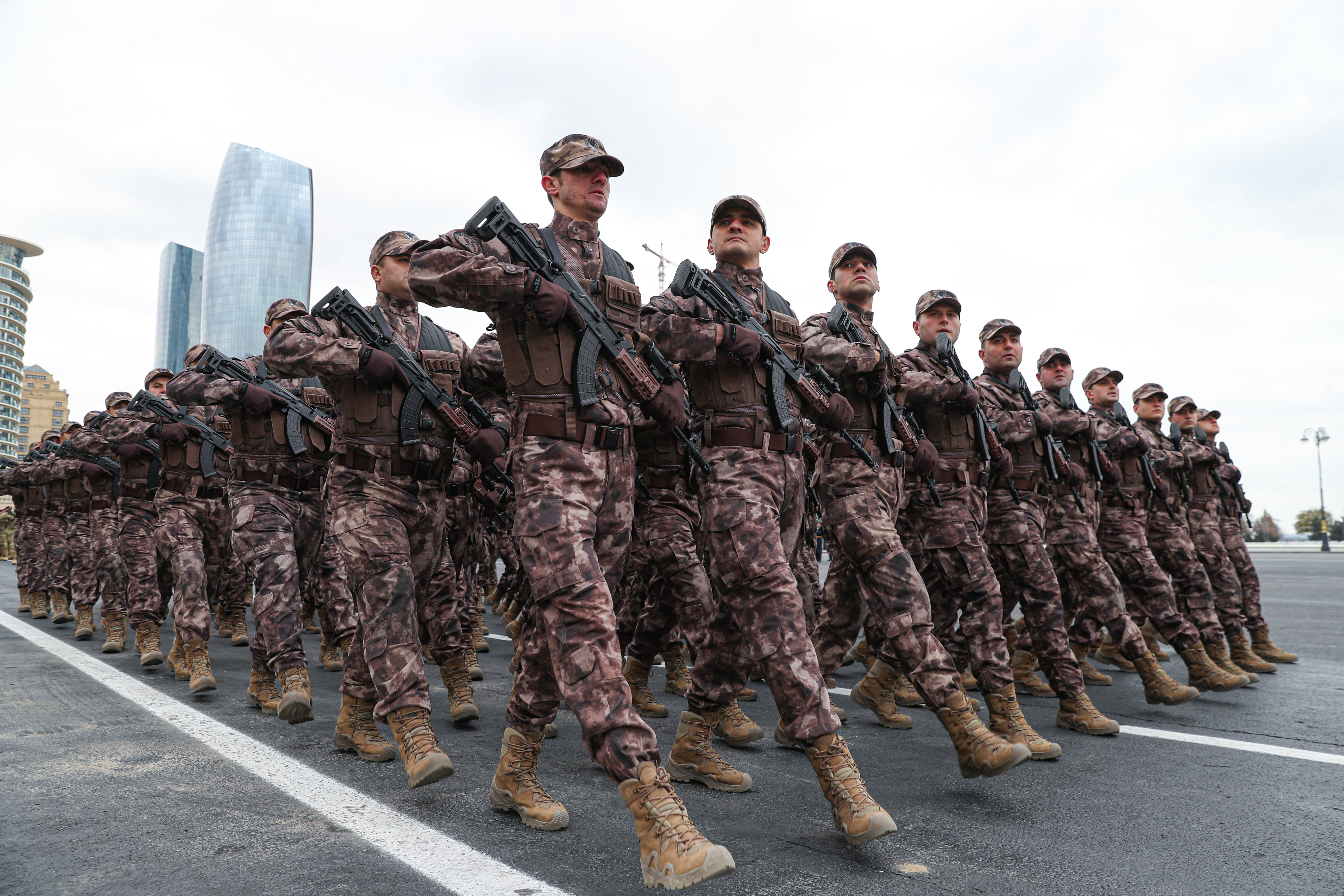
亞塞拜然邊防部隊成員
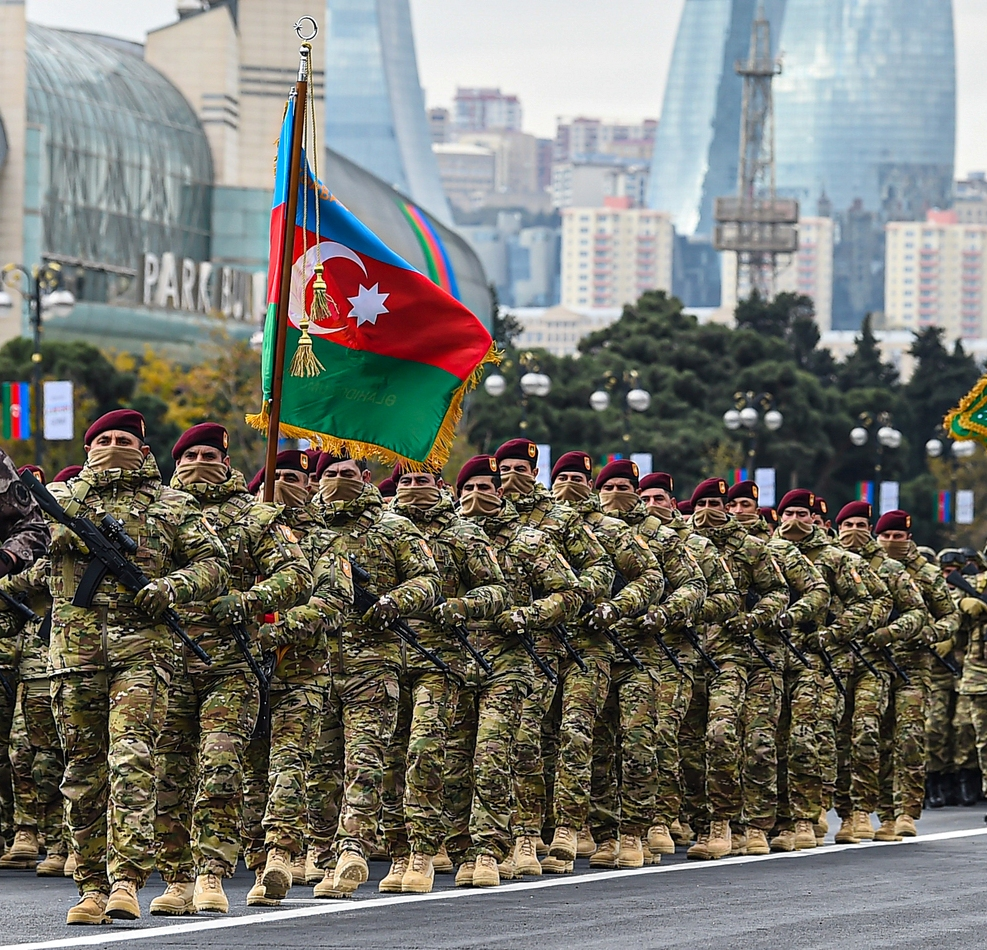
納希切萬軍隊（英语：Nakhchivan Army）特種部隊成員
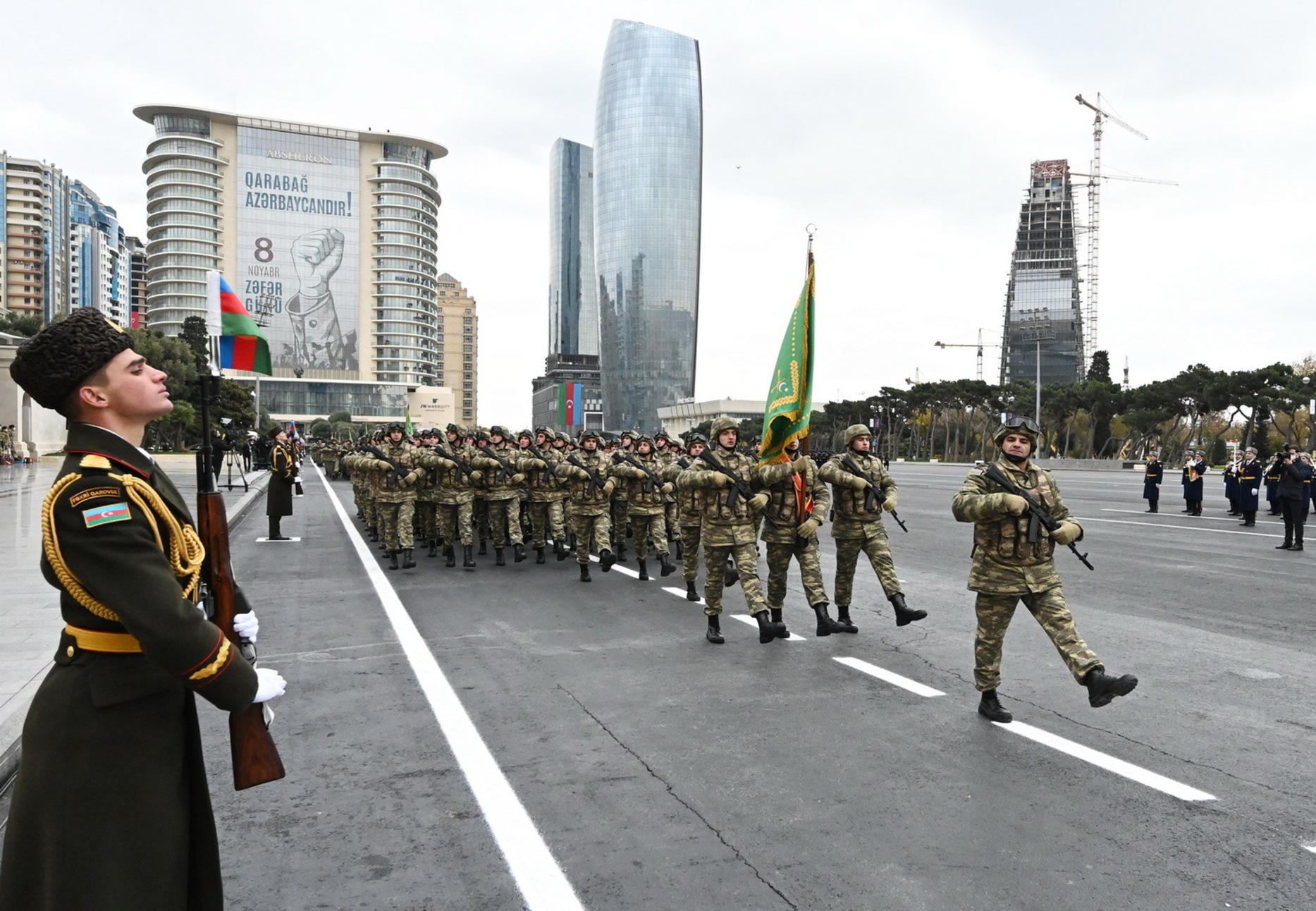
陸軍第1軍成員
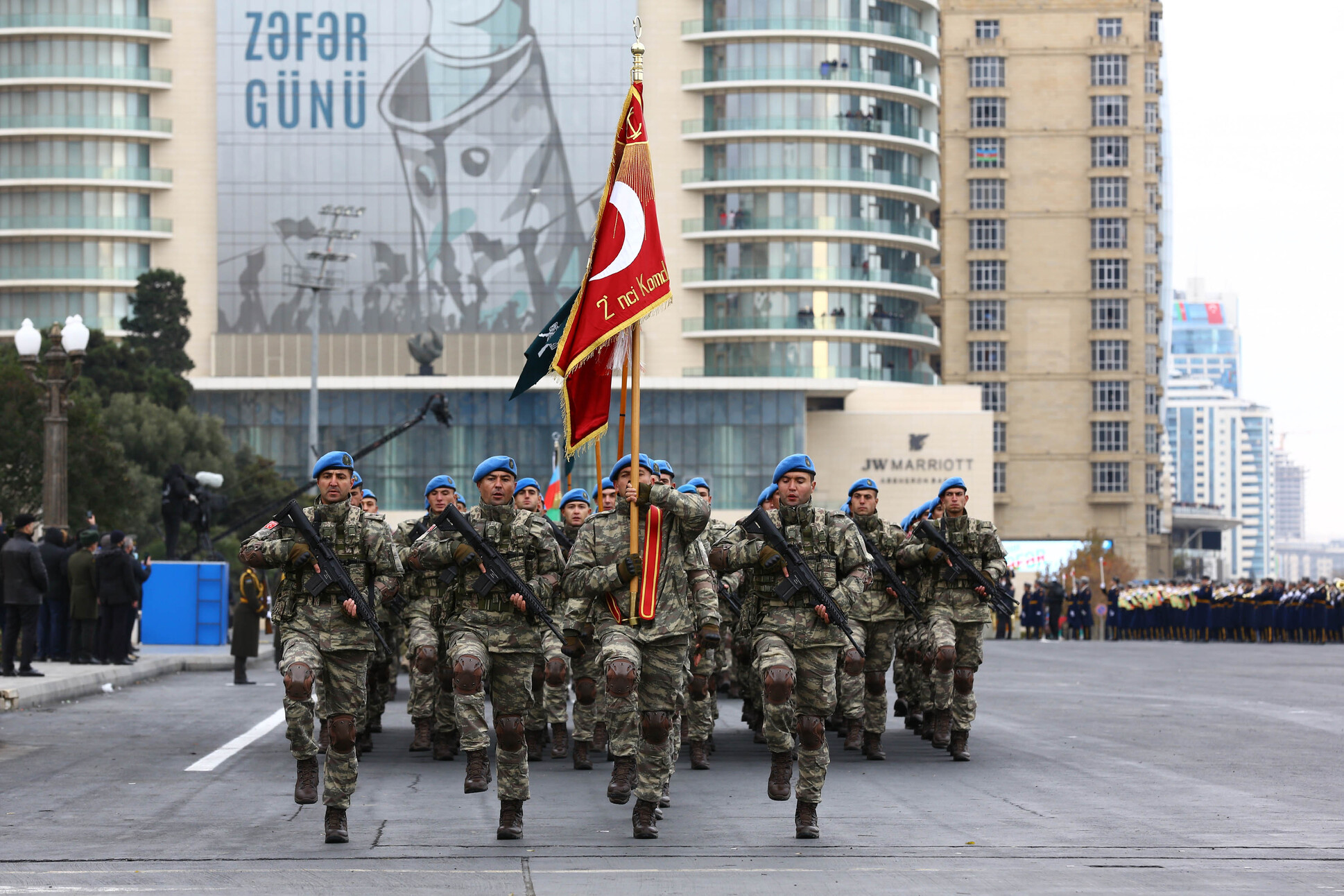
土耳其特種作戰司令部（英语：Special Forces Command (Turkey)）成員

#### 裝備
武器裝備的遊行隊伍在人員遊行後出場，包含亞塞拜然軍隊約150輛戰車，也展示了在戰爭中大量使用的Orbiter-1km、Orbiter-2B、Orbiter-3B、Orbiter-4、IAI蒼鷺無人偵察機、拜拉克塔爾-TB2、赫耳墨斯450、赫耳墨斯900、IAI哈洛普等無人機。此外遊行中還展示了許多自亞美尼亞軍隊繳獲的戰利品，包括數座BM-30火箭炮、BM-21火箭炮、BM-27颶風火箭砲、TOS-1火箭炮、S-300飛彈、S-300雷達、P-14雷達、SA-15飛彈、SA-8飛彈、SA-6飛彈、SA-4飛彈、SA-3飛彈、R-17飛彈、OTR-21托奇卡等，以及2S3 Akatsiya自走砲、2S1 Gvozdika自走砲、ZSU-23-4石勒喀河自行高射炮、Su-25攻擊機和許多迫擊砲、軍車、坦克與軍用卡車，還有一面由繳獲的亞美尼亞軍車車牌組成的大型看板，其上書有「卡拉巴赫屬於亞塞拜然」的題字。遊行最後亞塞拜然空軍的戰機與直升機飛過巴庫上空。

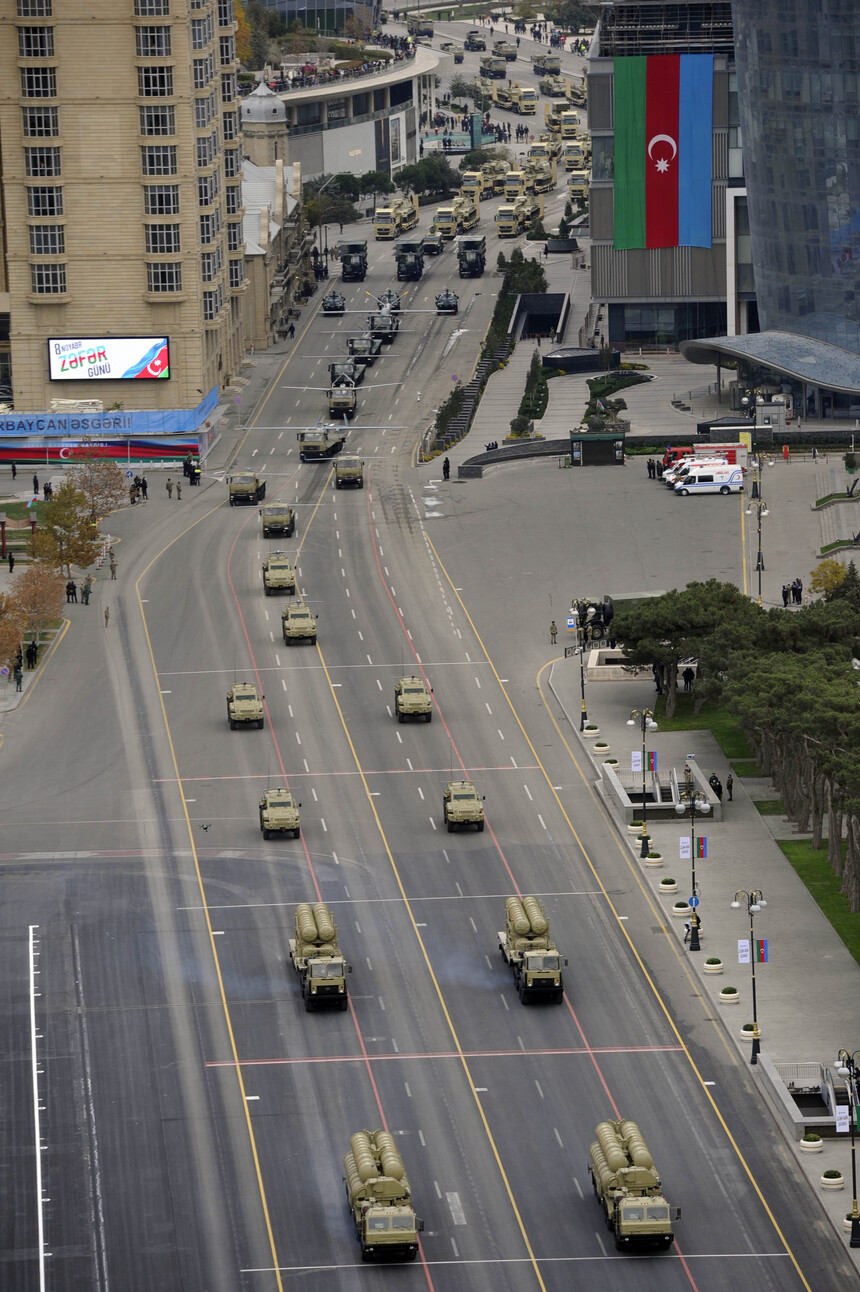
亞塞拜然戰車遊行
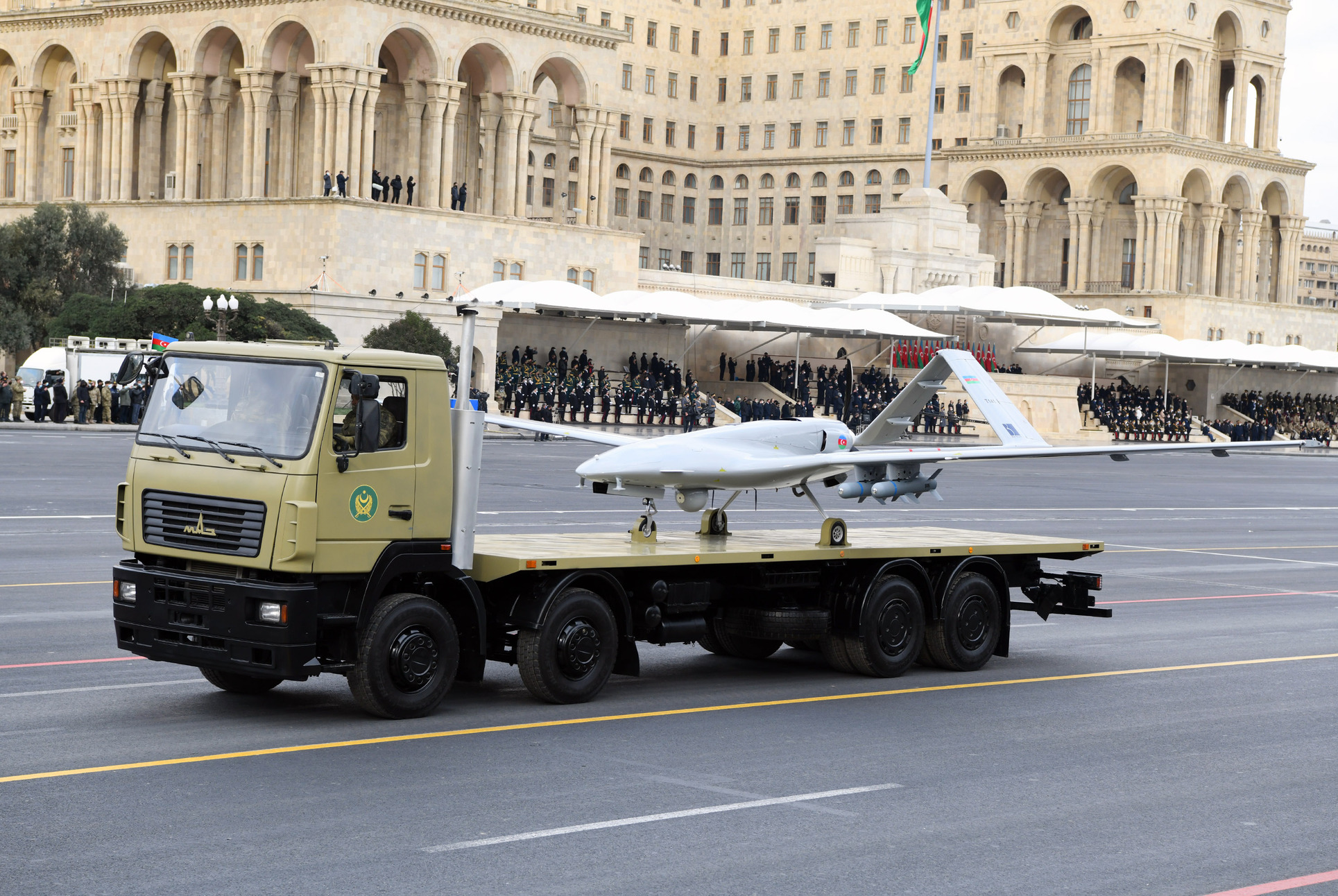
拜拉克塔爾-TB2無人機
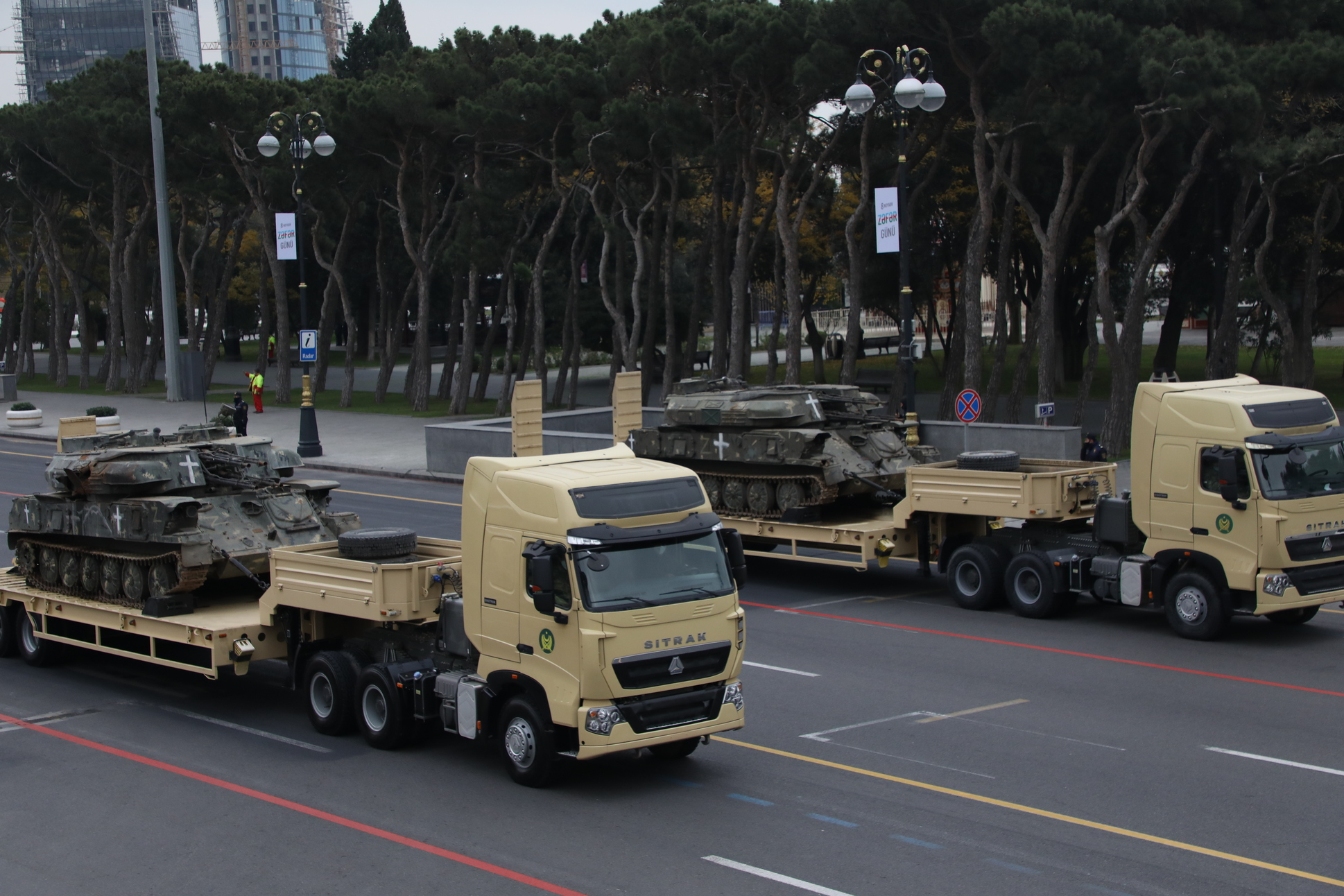
繳獲的ZSU-23-4石勒喀河自行高射炮
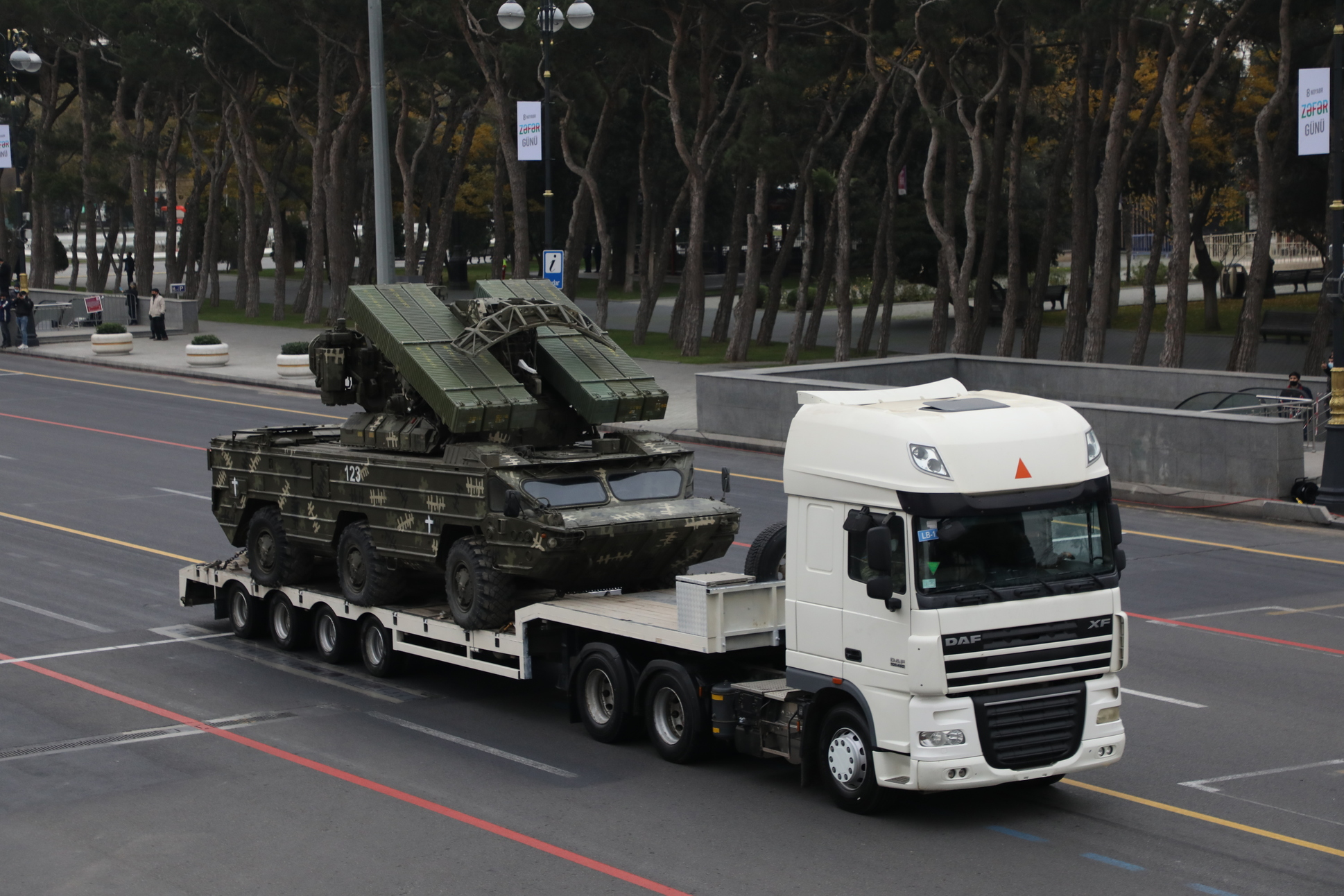
繳獲的SA-8飛彈
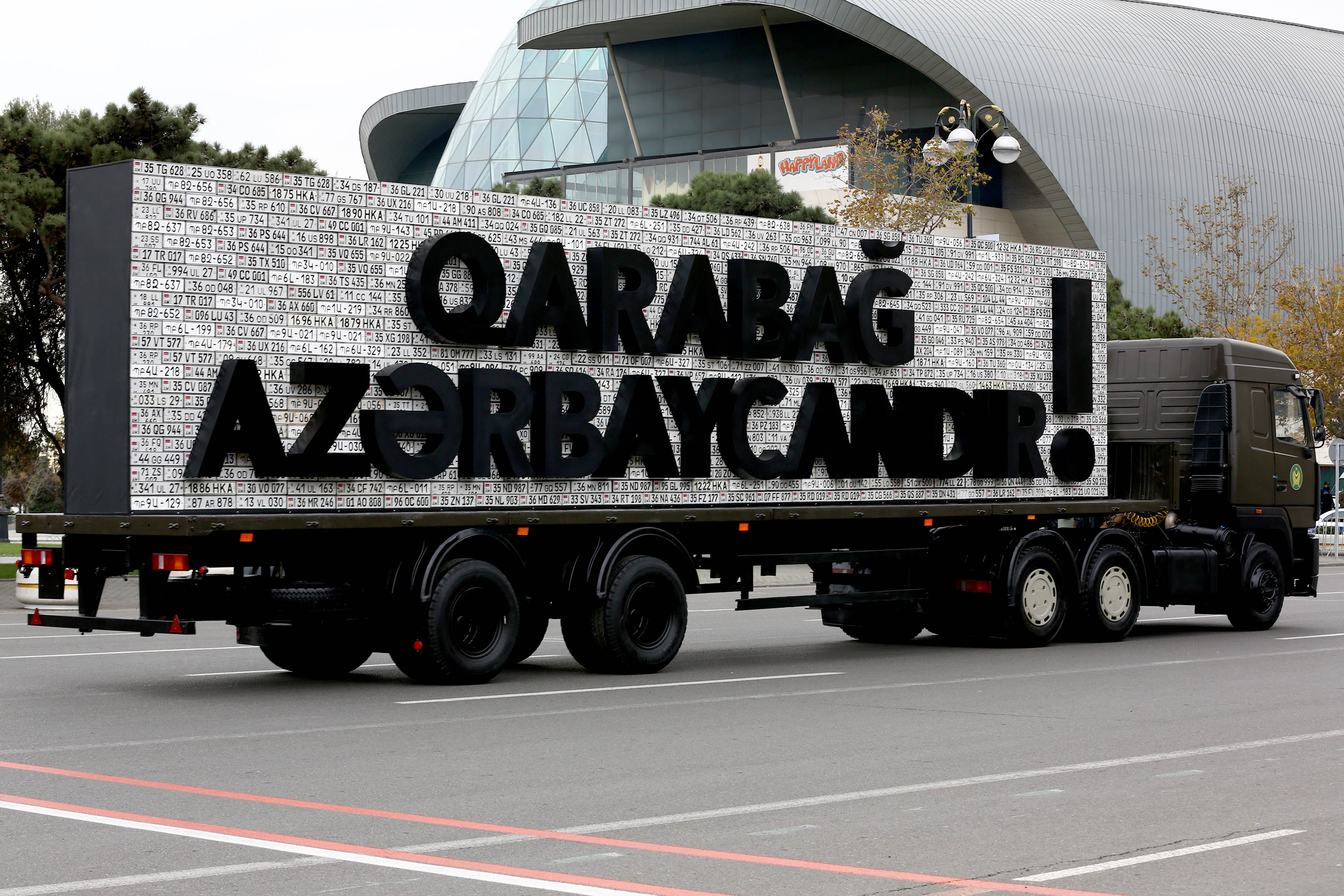
由繳獲的亞美尼亞軍車車牌組成的大型看板
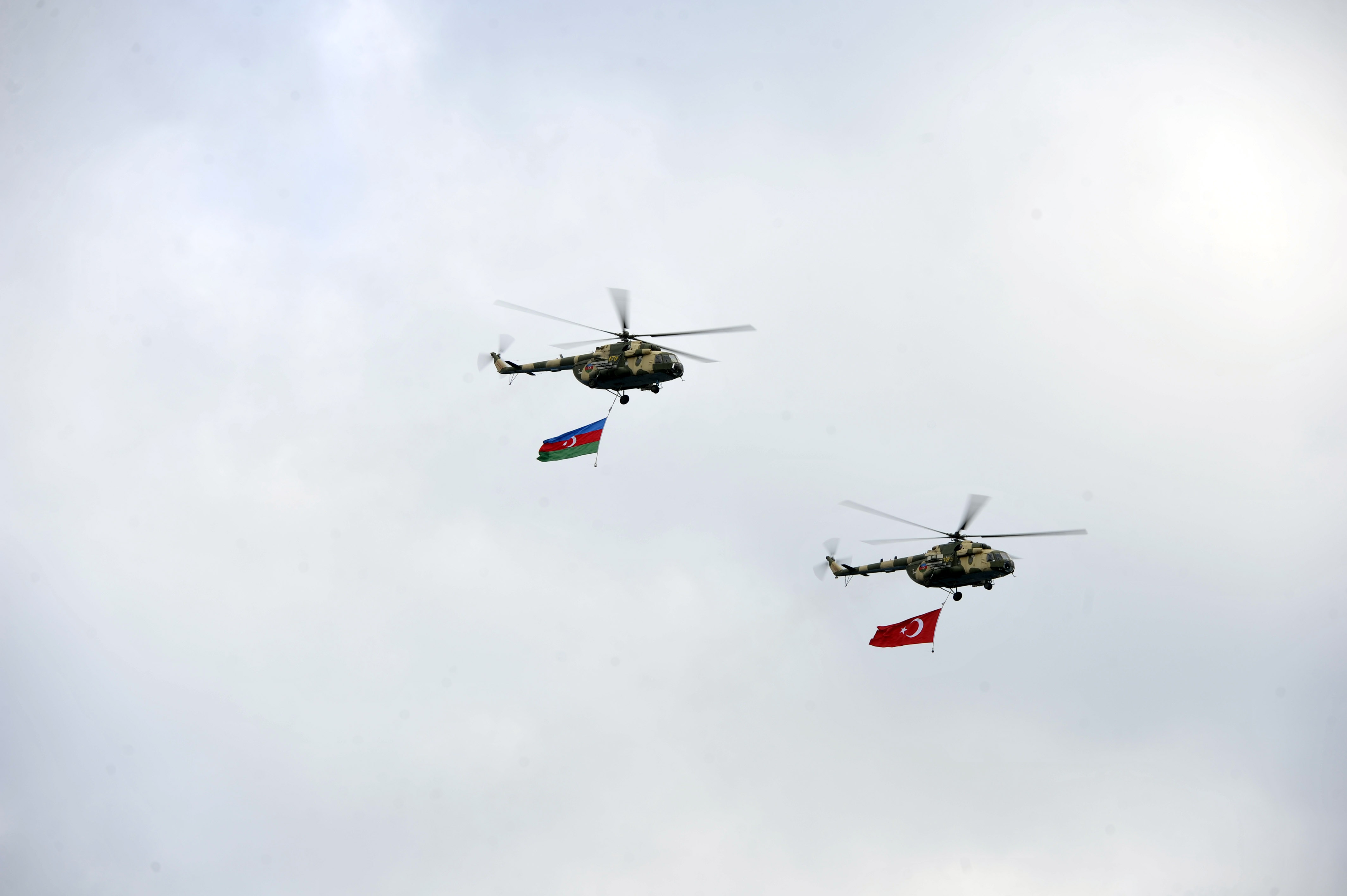
直升機飛越巴庫上空

#### 觀眾

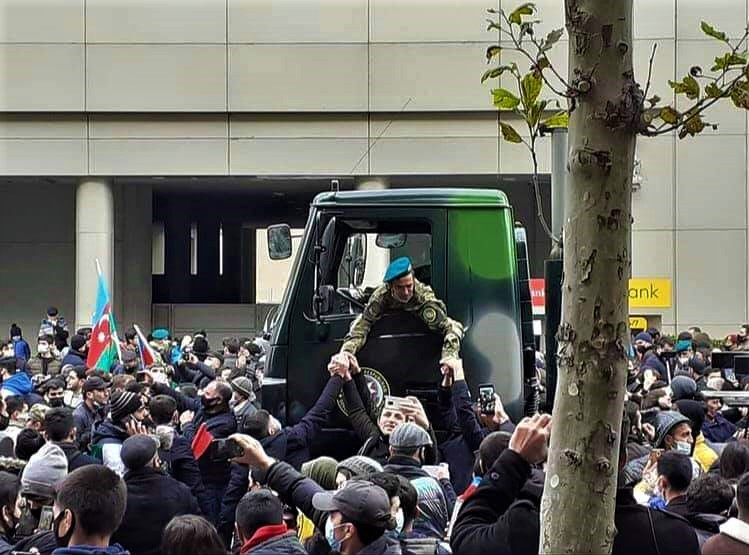
亞塞拜然士兵接受民眾歡迎

許多巴庫市民聚集在城市中觀賞閱兵遊行，揮舞亞塞拜然與土耳其的國旗，雖正值2019冠狀病毒病疫情，仍有許多市民試圖前往自由廣場的遊行現場，但員警禁止民眾進入廣場旁的巴庫大道。巴庫警局表示因應疫情已採取必要措施以防止多人群聚，但官方沒有發出禁止民眾群聚的警告。

## 閱兵後記者會
閱兵後，阿利耶夫與艾爾多安聯合召開記者會，阿利耶夫表示如果亞美尼亞政府在戰爭中得到教訓，並放棄其領土主張、展望未來，則他們亦可在同一平台上佔有一席之地；艾爾多安強調他支持阿利耶夫有關亞塞拜然、土耳其、俄羅斯、喬治亞、伊朗與亞美尼亞六方共組一對話平台的主張，並指此平台可促進地區的和平。他還提到俄羅斯總統普京採取的措施對解決納戈爾諾-卡拉巴赫的衝突有正面幫助。阿利耶夫接著指出土耳其的公司將建築通往舒沙的道路，完工後他將與艾爾多安一起造訪舒沙，且兩國的公司將合作建築當地的道路、鐵路和其他基礎建設。
土耳其外交部長梅夫吕特·恰武什奥卢指出，他與亞塞拜然外交部長耶洪·巴伊拉莫夫簽署了協議，以簡化兩國國民的交通往來，日後兩國國民憑身分證即可穿越國界。

## 國際反應
土耳其國防部、安卡拉市長曼苏尔·亚瓦什與土耳其大国民议会議長穆塔斯法·森托普皆恭賀亞塞拜然閱兵順利進行。
亞美尼亞強烈譴責阿利耶夫指其領土為亞塞拜然人故地的言論，稱其為挑釁，亞美尼亞總理發言人Mane Gevorgyan也強烈譴責艾爾多安讚揚青年土耳其黨人的意識形態。
伊朗外交部長穆罕默德·賈瓦德·扎里夫回應艾爾多安朗誦的詩作，稱此為錯誤、不可接受的言論，召見土耳其大使要求解釋，伊朗駐亞塞拜然的前任大使Mohsen Pakaeen表示這種言論將激起伊朗與亞塞拜然間的歷史爭議，進而影響兩國關係，並指控艾爾多安在散播泛突厥主義。土耳其外交部回應此為「沒有根據的指控」，亦召見伊朗大使提出抗議。
俄羅斯國家杜馬議員康斯坦丁·扎特林稱此閱兵為試圖羞辱亞美尼亞與俄羅斯，並譴責阿利耶夫在演講中將納戈爾諾-卡拉巴赫的軍事行動與反法西斯主義戰爭相提並論。